# Ziggo Sport
Ziggo Sport is een sportzender in Nederland, waarvan VodafoneZiggo de eigenaar is. De tv-zender is via een abonnement te ontvangen bij praktisch alle tv-aanbieders in Nederland en zendt verschillende sporten uit met een focus op grote sportevenementen en sportgerelateerde films en documentaires. Ziggo Sport Totaal is de betaalversie en deze is ook beschikbaar voor abonnees van andere providers. De zender begon met een promotiefilmpje op 2 november 2015, maar startte officieel op 12 november 2015.

## Geschiedenis
In november 2014 nam Liberty Global het Nederlandse kabelbedrijf Ziggo over en in april 2015 ging het een joint-venture aan met Vodafone Group, wat resulteerde in VodafoneZiggo. Liberty Global had reeds Sport1 in handen via haar dochterbedrijf UPC en besloot deze per 12 november 2015 om te dopen tot Ziggo Sport Totaal. Tegelijkertijd lanceerde het bedrijf het nieuwe Ziggo Sport televisiekanaal voor de klanten van Ziggo. Jack van Gelder werd binnen gehaald als hét gezicht van de nieuwe zender. Hij ging onder andere het sportpraatprogramma Peptalk, met Frank Evenblij, en het voetbalpraatprogramma Rondo presenteren. Daarnaast wist de zender de rechten voor onder andere de Premier League, La Liga en Formule 1 te bemachtigen. Al snel nam het aanbod van (Nederlands) topsport op de zender toe. Zo ging het ook onder andere hockey, rugby, veldrijden, tennis, basketbal en handbal uitzenden.
Naast Van Gelder ging de zender met andere vaste gezichten werken. Zo werden onder andere Wim Kieft, Ruud Gullit en Marco van Basten aangetrokken als analist rondom voetbalwedstrijden en ging Robert Doornbos aan de slag als vaste duider van Formule 1. Wytse van der Goot, Bas van Veenendaal en Rob Kamphues versterkten het team van presentatoren door de jaren heen. Van der Goot zou Van Gelder later opvolgen als het vaste gezicht van de sportzender.
Op 17 mei 2021 werd in het programma Veronica Inside bekendgemaakt dat Ziggo Sport de uitzendrechten van de Formule 1 kwijt zou raken. Een dag later bevestigde Ziggo dat de Formule 1 na afloop van het seizoen 2021 niet meer te zien zou zijn. Abonnees reageerden teleurgesteld op het nieuws, maar de gevolgen voor de zender en de aangeboden pakketten werden niet direct duidelijk. Later werd bekend dat Ziggo Sport de uitzendrechten van de Premier League ook kwijt zou raken. Daarentegen verwierf de zender wel de rechten van de Franse Ligue 1 en de MotoGP en werden enkele andere rechten, waaronder van de Formule E en de IndyCar, verlengd.
Met ingang van 1 september 2021 werd Marcel Beerthuizen benoemd tot directeur, waarmee hij Will Moerer - die sinds de lancering directeur was - op zou volgen. Onder leiding van Beerthuizen wist de zender in november 2022 een grote deal af te ronden: vanaf medio 2024 zouden alle Europese voetbalcompetities te zijn bij Ziggo Sport. Voor de uitzendingen werd het team onder andere uitgebreid met Hélène Hendriks, Noa Vahle, Giovanni van Bronckhorst, Wesley Sneijder, Theo Janssen en Royston Drenthe. Ook de studio zou worden verbouwd in aanloop naar de eerste uitzendingen van het nieuwe uitzendpakket. De nieuwe studio werd op maandag 12 augustus 2024 tijdens een uitzending van Rondo in gebruik genomen. Het is voor het eerst dat alle Europese voetbaltoernooien – UEFA Champions League, UEFA Europa League en UEFA Conference League – bij één aanbieder te zien zullen zijn. Naast de voetbalrechten wist de Nederlandse sportzender ook de rechten van de ATP Tour voor nog eens drie jaar vast te leggen en verlengde het eerder dat jaar al de rechten van La Liga.

## Content

### Uitzendrechten
Hieronder een overzicht van sportcompetities waar Ziggo Sport de uitzendrechten van heeft (gehad):
Atletiek
- Continental Tour (–2029)[27]
- Diamond League (–2029)[28]
- World Indoor Tour (–2029)[29]

Autosport
- DTM
- Formule 1 (2015–2021)
- Formule 2 (2015–2021)
- Formule 3 (2015–2021)
- Formule E
- IndyCar
- NASCAR
- Porsche Supercup (2015–2021)

Basketbal
- BNXT League
- NBA (2015–2021)
- WK Basketbal

Golf
- European Tour
- LIV Golf (2024–)
- Masters
- PGA Tour
- Ryder Cup

Handbal
- EK Handbal mannen (201?–)
- EK Handbal vrouwen (201?–)
- WK Handbal mannen (2017)[30]
- WK Handbal vrouwen (2015–2022)

Hockey
- Hockey Pro League
- Hoofdklasse

Mannenvoetbal
- Premier League (2016–2022)
- FA Cup (2018–2024)
- FA Community Shield (2018–2023)
- EFL Cup
- EFL Championship (incidenteel, 2016–2022)
- La Liga (2014–2029)[31]
- Copa del Rey (2015–2029)
- Supercopa de España (2015–2029)
- Bundesliga (2021–2022)
- DFB-Pokal (2022–)[32]
- Serie A (2018–2029)
- Coppa Italia (–2029)
- Supercoppa (–2029)
- Ligue 1 (2021–2024)
- Primeira Liga
- Scottish Premiership (2015–)
- Süper Lig (2022–2024)
- Süper Kupa (2022–2024)
- Jupiler Pro League (2015–2025)[33]
- Croky Cup (2015–)
- UEFA Champions League (2015–2027)[34]
- UEFA Europa League (2024–2027)[34]
- UEFA Conference League (2024–2027)[34]
- UEFA Youth League
- UEFA Nations League
- EK voetbal onder 17 (2025–2027)[35]
- EK voetbal onder 19 (2025–2027)[36]
- EK Kwalificatie (–2028)
- WK Kwalificatie (–2028)
- CAF Champions League (finale, 2024)
- CAF Confederation Cup (finale, 2024)
- Afrika Cup of Nations (2024–2025)[37]

Motorsport
- MotoGP (2022–2029)[38]
- Moto2 (2022–2029)
- Moto3 (2022–2029)
- MotoE (2022–2029)

Padel
- World Padel Tour (2022–2024)[39]

Rugby
- Rugby Europe Championships
- Six Nations
- WK Rugby

Tennis
- ABN AMRO Open
- ATP World Tour (–2026)
- ATP 500 (–2026)
- ATP 1000 (–2026)
- Billie Jean King Cup
- Davis Cup
- Libéma Open
- Wimbledon
- WTA Tour

Vechtsport
- Top Rank Boxing (2024–)

Volleybal
- Beachvolleybal
- Nations League
- EK Volleybal mannen
- EK Volleybal vrouwen
- WK Volleybal mannen
- WK Volleybal vrouwen

Vrouwenvoetbal
- Women's Super League (2024–)[40]
- UEFA Women's Champions League (finale, 2021)
- EK voetbal onder 17 (2025–2027)[35]
- EK voetbal onder 19 (2025–2027)[36]

Wintersporten
- Ski Cross
- Snowboard Cross

### Programma's
- Crashen in de Keuken
- Deportivo United
- Formule 1 Café (2017–2021)
- Kick 't Met (2022–)[41]
- Langs de Vangrails (2025)
- Nederland Autosportland (2023)
- Peptalk
- Pole Position
- Rondo (2015–)
- Round-up
- Tussen de Palen (2020, 2023–)[42]
- Ziggo Sport Race Café (2022–)
- Ziggo Sport Voetbal Café (2022–2023)